# 朱懷幹
朱懷幹（1491年—1553年），字守正，號雙橋，浙江湖州府歸安縣人，明朝政治人物。

## 生平
治《詩經》，由國子生中式嘉靖元年（1522年）壬午科浙江鄉試第十二名舉人，嘉靖十一年（1532年）壬辰科会试三百四名，第三甲第一百七十七名進士。觀大理寺政，授刑部主事，歷郎中，十九年官歸德府同知，歷韶州府同知、揚州知府，調程番府，二十六年正月考察，革职閑住。

## 家族
曾祖朱廷瑀，壽官；祖朱暲；父朱源；母鄭氏。具慶下，妻吳氏，繼妻閔氏；兄懷禎，弟懷忠；懷策；懷良；懷采；懷榮，子夏（監生）。